# Jagdstaffel 18
La Königlich Preußische Jagdstaffel Nr 18 ou Jagdstaffel 18 était un « groupe de chasse » (c'est-à-dire un escadron de chasseurs) de la Luftstreitkräfte, la branche aérienne de l'Armée impériale allemande pendant la Première Guerre mondiale. Jasta est un acronyme formé par l'abréviation du mot allemand Jagdstaffel (escadrille de chasse). L'unité totalise 112 victoires aériennes (dont 5 ballons d'observation) pendant la guerre, au prix de 8 de ses pilotes tués au combat, 11 blessés au combat et un autre fait prisonnier,.

## Histoire
La Jagdstaffel 18 est formée le 30 octobre 1916, à Halluin, et subordonnée à la 4e armée. L'Oberleutnant Karl von Grieffenhagen est transféré de la Jagdstaffel 1 pour en prendre le commandement. L'unité ne réalise toutefois pas de vols de combat avant janvier 1917. En août 1917, Rudolf Berthold prend le commandement de la Jasta mais doit quitter son commandement en octobre à la suite d'une grave blessure au bras. Lors de son retour de convalescence au printemps 1918, il ne reprend pas le commandement de son ancienne unité, mais est affecté à celui du Jagdgeschwader II qui regroupe quatre autres Jagdstaffeln. Berthold joue d'une habitude des commandants de l'armée de l'air allemande de l'époque, qui permettait à un commandant nouvellement nommé de faire venir avec lui des pilotes qu'il connaissait. En mars, Berthold abuse de cette pratique en interchangeant complètement les personnels de la Jagdstaffel 15 et de la Jagdstaffel 18. Le commandement passe alors à August Raben jusqu'à la fin de la guerre. À partir de mai 1918 et jusqu'à la fin de la guerre, les pilotes de la Jagdstaffel 18 sont surtout confrontés aux pilotes américains du 103rd Aero Squadron (en), l'unité héritière de la célèbre escadrille Lafayette. La Jagdstaffel 18 est dissoute dès la fin de la guerre.

## Liste des commandants (Staffelführer)
1. Oberleutnant Karl von Grieffenhagen : 30 octobre 1916 - 12 août 1917[2]
2. Oberleutnant Rudolf Berthold : 14 octobre 1916 - 12 août 1917[2]
3. Oberleutnant Ernst Turck : 10 octobre 1917 - mars 1918[2]
4. Leutnant August Raben : 14 mars 1918 - novembre 1918[2]

## Liste des bases d'opérations
1. Halluin[1]
2. Marckebeke[1]
3. Houplin[1]
4. Avelin[1]
5. Carnières[1]
6. Avelin[1]
7. Bruille[1]
8. Avelin[1]
9. Faches[1]
10. Lomme[1]
11. Möntingen[1]

## Membres célèbres
La Jagdstaffel 18 compta 12 as de l'aviation dans ses rangs :
- Rudolf Berthold
- Hans Müller (en)
- Walter von Bülow-Bothkamp
- Kurt Adolf Monnington (en)
- Richard Runge
- Wilhelm Kühne (en)
- Paul Strähle (en)
- Harald Auffarth (en)
- Karl Mendel
- Josef Veltjens (en)
- Ernst Wiessner
- Johannes Klein (en)